# Tom Blohm
Tom Villiam Blohm (Oslo, 29 giugno 1920 – Oslo, 30 dicembre 2000) è stato un calciatore norvegese, di ruolo portiere.

## Carriera

### Club
Prima dello scoppio della seconda guerra mondiale ha militato nello Hugin. Dal 1939 al 1954 ha vestito la maglia del Football Club Lyn Oslo, nella massima serie norvegese.

### Nazionale
Ha disputato 20 incontri con la maglia della nazionale norvegese, tra il 1937 ed il 1952. Ha preso parte ai Giochi olimpici del 1952 di Helsinki.

## Palmarès

### Club

#### Competizioni nazionali
- Coppa di Norvegia: 2

Lyn Oslo: 1945, 1946